# Caecoonops cubitermitis
Caecoonops cubitermitis är en spindelart som beskrevs av Benoit 1964. Caecoonops cubitermitis ingår i släktet Caecoonops och familjen dansspindlar.
Artens utbredningsområde är Kongo. Inga underarter finns listade.